# Lordul Rothermere
Harold Sidney Harmsworth, Primul Viconte Rothermere (n. 1868, Anglia; d. 1940, Insulele Bermude) a fost un aristocrat britanic, proprietar, împreună cu fratele său Alfred (Lord Northcliffe) al unui trust de presă ce includea London Daily Mail și Daily Mirror. A fost un pionier al presei populare. Descendenții săi direcți controlează încă The Daily Mail și General Trust plc.
În timpul celui de-al doilea război mondial, a fost pentru un timp membru în guvernul Lloyd George.
Lordul Rothermere este cunoscut în România mai ales ca susținător fervent al cauzei iredentiste maghiare. A rămas celebru, în această direcție, articolul său "Hungary's place under the sun" ("Locul Ungariei sub soare") din 1927 (publicat în London Daily Mail).
În anul 1928, Rothermere a luat parte, împreună cu Iuliu Maniu, în complotul ratat ce viza aducerea pe tron a lui Carol Caraiman. Între altele, el a fost cel care a organizat imprimarea în Ungaria a manifestelor conținând proclamația lui Carol către țară, și care au fost împrăștiate în timpul marii adunări organizată de Maniu la Alba Iulia (în aceste manifeste era fixată ca obiectiv, între altele, și "rezolvarea problemelor pendinte cu Ungaria").
Anticomunist fervent, Rothermere a promovat în ziarele sale politica de conciliere cu Germania Nazistă (Appeasement). În anul 1934, ziarele sale au promovat Uniunea Fasciștilor Britanici (BUF), fiind singurele ziare importante care au făcut-o.
Documente secrete britanice, devenite publice în anul 2005, arată că Rothermere i-a scris lui Hitler pentru a-l felicita pentru anexarea Cehoslovaciei (în 1938), și pentru a-l încuraja să invadeze România. Activitățile pro-fasciste i-au asigurat o atenție specială din partea MI5.